# Allobates melanolaemus
Allobates melanolaemus es una especie de anfibio anuro de la familia Aromobatidae.

## Distribución geográfica
Esta especie es endémica de la cuenca del río Napo en la provincia de Maynas, región de Loreto, Perú. Habita a unos 200 m de altitud.

## Publicación original
- Grant & Rodríguez, 2001 : Two new species of frogs of the genus Colostethus (Dendrobatidae) from Peru and a redescription of C. trilineatus (Boulenger, 1883). American Museum Novitates, n.º 3355, p. 1-24[5]